# Нсанов, Таир
Таир Нсанов (каз. Тайыр Нысанов; 1898 год — 1956 год) — заведующий коневодством колхоза «Карабатыр» Новобогатинского района Гурьевской области, Казахская ССР. Герой Социалистического Труда (1948).
Трудовую деятельность начал рыбаком, трудился в колхозе «Жас жаңа» Денгизского района.
С 1930 года секретарь Забурунского сельсовета Новобогатинского района.
С 1942 года в годы войны возглавлял скотоводческие фермы колхоза «Кара батыр».
Указом Президиума Верховного Совета СССР от 23 июля 1948 года «за получение высокой продуктивности животноводства в 1947 году при выполнении колхозом обязательных поставок сельскохозяйственных продуктов и плана развития животноводства» удостоен звания Героя Социалистического Труда с вручением Ордена Ленина и золотой медали Серп и Молот.

## Память
Решением Атырауского городского маслихата и акимата города Атырау от 3 февраля 2010 года улице в городе Атырау присвоено имя «Тайыра Нысанова».